# Gorbunia insularis
Gorbunia insularis är en tvåvingeart som beskrevs av Ozerov 1993. Gorbunia insularis ingår i släktet Gorbunia och familjen prickflugor. Inga underarter finns listade i Catalogue of Life.